# Aeroportul Nagasaki
Aeroportul Nagasaki (IATA: NGS, ICAO: RJFU) este un aeroport din Omura, Nagasaki, Prefectura Nagasaki, Japonia ce deservește zona Nagasaki. Aeroportul a fost tranzitat în 2023 de 2.879.995 de pasageri. A fost deschis în 1 mai 1975 și numit după zona deservită.
Situat la o altitudine de 2 m, aeroportul dispune de 1 pistă. Este operat de Ministry of Land, Infrastructure, Transport and Tourism⁠(d).

## Infrastructură

### Piste
Aeroportul dispune de o singură pistă. Pista 14/32 are suprafața de asfalt și dimensiunile 3.000 m × 60 m. 